# Hilma Bruno
Hilma Maria Elenora Bruno, född Schagerlund den 31 januari 1856 i Stockholm, död 1928 i Helsingfors, var en svensk skådespelare.

## Biografi
Hilma Bruno var 1871–1882 anställd vid olika teatrar i Stockholm och landsorten, sist vid Södra teatern, där hon väckte uppseende som en temperamentsfull och spirituell Cyprienne i Vi skiljas. 1882-1883 var hon knuten till Kungliga teatrarna och 1883-1896 vid Svenska Teatern i Helsingfors. Bland hennes övriga roller märks Hedvig i Vildanden och Nora i Ett dockhem.
Hon var gift två gånger, första gången 16 juli 1873 med skådespelaren, sedermera cigarrhandlaren i Helsingfors Ernst Bruno (1852-1904). Efter hans död gifte hon 19 maj 1907 om sig med 1. ingenjören Nikolai Alexandrovitj Pell (1876-1916).

## Teater

### Roller (ej komplett)
| År   | Roll                  | Produktion                                            | Regi | Teater                       |
| ---- | --------------------- | ----------------------------------------------------- | ---- | ---------------------------- |
| 1869 | Julia                 | Syfröknarna Anton Bittner                             |      | Mindre teatern               |
| 1882 | Cyprienne de Prunelle | Låtom oss skiljas Victorien Sardou och Émile de Najac |      | Kungliga Dramatiska Teatern  |
| 1889 | Cyprienne de Prunelle | Låtom oss skiljas Victorien Sardou och Émile de Najac |      | Kungliga Dramatiska Teatern  |
| 1893 | Fru von Hohenfels     | Gamla synder Adolf Paul                               |      | Svenska Teatern, Helsingfors |
| 1893 | Fru Elsa Löfqvist     | Detektiven Pehr Staaff                                |      | Svenska Teatern, Helsingfors |